# Satanic Rites
Satanic Rites es una demo en formato casete de la banda suiza de metal extremo, Hellhammer. Fue grabada y publicada en diciembre de 1983, y más tarde apareció en el recopilatorio Demon Entrails.
Las canciones "Messiah", "Maniac" y "Euronymous" fueron usados como apodos por parte de los exmiembros de Mayhem Erik Nordheim, Sven Erik Kristiansen y Øystein Aarseth, respectivamente.

## Lista de canciones
1. "Intro" – 0:59
2. "Messiah" – 4:22
3. "The Third of the Storms" – 3:04
4. "Buried and Forgotten" – 6:03
5. "Maniac" – 3:48
6. "Euronymous" – 3:11
7. "Triumph of Death" – 7:01
8. "Revelations of Doom" – 3:05
9. "Reaper" – 2:30
10. "Satanic Rites" – 7:19
11. "Crucifixion" – 2:47
12. "Outro" – 2:02

## Créditos
- Tom Gabriel Fischer – voz, guitarra, bajo (no acreditado)
- Martin Eric Ain –  bajo y coros
- Bruce Day – batería
- Metin Demiral – voz en "Buried and Forgotten"

Martin no tocó en esta demo pero fue acreditado.